# Tetraserpula superiora
Tetraserpula superiora är en ringmaskart som beskrevs av Jager 1983. Tetraserpula superiora ingår i släktet Tetraserpula och familjen Serpulidae. Inga underarter finns listade i Catalogue of Life.